# People of the Pride
«People of the Pride» —en español: «Gente del orgullo»— es una canción de la banda de rock británica Coldplay. Fue producido por Max Martin, Oscar Holter, Bill Rahko, Rik Simpson y Daniel Green. Aparece como la séptima pista del noveno álbum de estudio de la banda, Music of the Spheres, y es la única pista del álbum que contiene blasfemias. Fue lanzado a la radio alternativa de álbumes para adultos en los Estados Unidos como el cuarto sencillo del álbum el 7 de marzo de 2022, y a la radio de rock moderno el 8 de marzo de 2022.

## Trasfondo
La letra de apertura de la canción se grabó originalmente durante las sesiones de Viva la Vida o Death and All His Friends (2008) para una canción centrada en el piano titulada «The Man Who Swears He's God». Sin embargo, la banda se inspiró en movimientos que incluyen Black Lives Matter y los movimientos del orgullo gay para terminar la canción. Chris Martin declaró que la canción «Trata sobre la política humana. Esta es la política que cree que todos en el planeta tienen derecho a ser ellos mismos. Y creo que ya seas una vieja superestrella del rock suave o un joven chiflado, eres se me permite creer eso». La pista es una canción fuertemente roquera, con la banda citando a Muse, Depeche Mode y Rammstein como influencias. El video con la letra de la canción se publicó al mismo tiempo que la fecha de lanzamiento del álbum el 15 de octubre de 2021. La pista muestra el sencillo «Black and Gold» de Sam Sparro de 2008 y un interludio utilizado por Beyoncé durante su interpretación de «End of Time» en el Global Citizen Festival en 2015.

## Recepción en la crítica
«People of the Pride» recibió críticas generalmente mixtas de los críticos. Mikael Wood de LA Times destacó su recordatorio de las primeras raíces de Coldplay en la música inspirada en Radiohead, pero la llamó «por mucho, la peor canción del álbum, y la que se siente menos moldeada por el toque de Max Martin». Por otro lado, Abby Elizondo de The Miami Student elogió sus letras políticas agresivas, considerándolas especialmente relevantes en la escena política actual.

## Video musical
El 15 de marzo de 2022 se lanzó un video musical dirigido por Paul Dugdale. Cuenta con audio de la canción original, presentaciones en vivo y efectos de sonido adicionales. Las imágenes incluyen animaciones que hacen guiños a las letras y fragmentos de su presentación en vivo en el Climate Pledge Arena.